# Registre lingüístic
El registre lingüístic o varietat diafàsica són tipus de llenguatges emprats en funció de la situació d'ús o de context. Va estretament lligada a la precisió lèxica i es detecta segons la relació que tenen l'emissor i el receptor.

## Cinc registres
Se'n poden distingir principalment cinc, que s'agrupen en dos grans grups: els formals i els informals.
Els registres formals s'adeqüen a la normativa i són propis de situacions comunicatives distants o compromeses: són el registre literari, el científico-tècnic i l'estàndard.
Els registres informals no sempre s'adeqüen a la normativa i són propis de situacions comunicatives properes o no compromeses: són el registre col·loquial i el vulgar.
- a) El registre literari és el propi de la literatura. És un registre culte que normalment inclou mots poc corrents, mots que hom considera cultes, i, en alguns casos, també mots dialectals.

- b) El registre científico-tècnic és el propi de la ciència i la tecnologia. Normalment inclou mots poc corrents, propis del camp de la ciència o la tecnologia que hom tracta, i en general fuig dels trets dialectals.

- c) El registre estàndard també s'adequa a la normativa, però fuig tant dels trets dialectals com de mots poc corrents o d'altres de propis del registre científic i tècnic, de tal manera que pot ser entès per la majoria de parlants.

- d) El registre col·loquial és el propi dels usos informals, amb la inclusió de trets dialectals, així com d'altres de considerats incorrectes, però fugint del paraules i expressions que hom considera malsonants o grolleres.

- e) El registre vulgar és també propi dels usos informals, però amb una total manca de refinament, amb la possibilitat d'incloure no només paraules i expressions considerades incorrectes, sinó també de malsonants o grolleres.